# Johan Grönvall

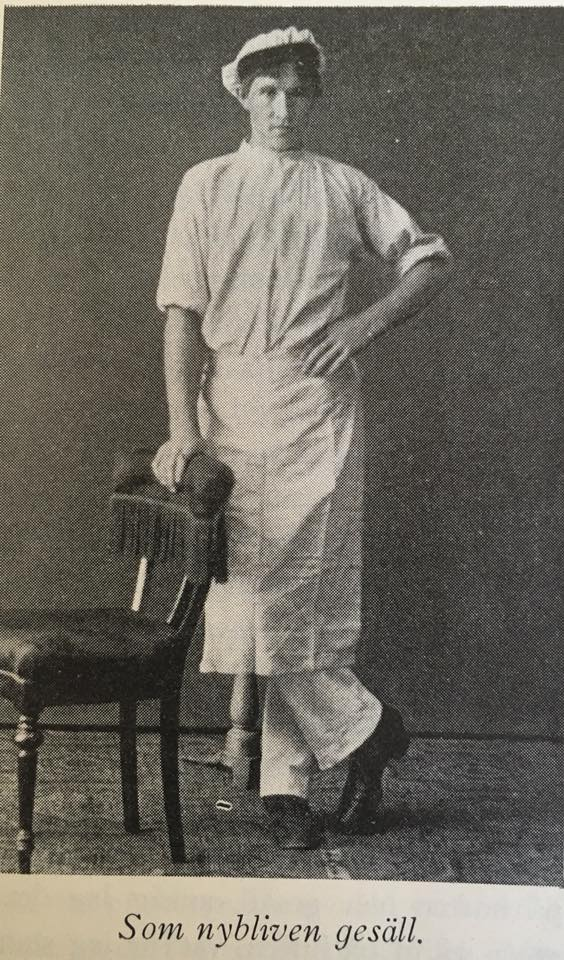
Johan Grönvall som nybliven bagargesäll i Ystad 1883 (fotograf okänd, ur En bageriarbetares minnen)

Johannes (Johan) Grönvall, född 28 september 1865 i Gladsax församling, död 2 december 1954 i Yttergrans församling, var en svensk bagare och fackföreningsman.

## Biografi
Grönvall föddes i Gladsax som son till en korpral vid Södra skånska infanteriregementet och hans hustru, som var bonddotter från Onslunda. Grönvall gifte sig 1889 med Ida Josefina Kindell (1858-1938), skräddardotter från Södermalm i Stockholm. 
Som femtonåring sattes Grönvall i lära hos en bagare i Simrishamn och han tog sitt gesällbrev i Ystad hösten 1883. Därefter var det dags att göra gesällvandring. Han tog sig norrut till fots och per båt, arbetade i Nyköping och anlände så småningom Stockholm på våren 1885. 
Redan vid påsk 1883 hade Grönvall hört mäster Palm tala i Ystad, och blivit övertygad socialist. Som ung bagargesäll i Stockholm fick han se många exempel på dåliga arbetsförhållanden och exploatering av arbetare i bagerinäringen. Framför allt var arbetstiderna svåra, sjuttio timmar i veckan var inte ovanligt och då ingick oreglerat nattarbete. För att kunna hantera schemat hade de anställda som del av lönen både kost & logi på bageriet. Kvaliteten var skiftande och ibland helt undermålig. Gesäller och lärlingar delade ofta säng och rummen kunde vara fuktiga och dragiga, med mögel, ohyra och råttor. 
Hälsotillståndet var följaktligen dåligt och få höll i yrket längre än till fyrtioårsåldern. Villkoren gjorde det svårt att ha något ordnat liv utanför jobbet, eller för den delen försörja en familj. I Stockholm fanns vid den här tiden omkring 5-600 bageriarbetare, varav bara knappt 10% var gifta. Villkoren gjorde det också svårt att organisera arbetarna fackligt för att på det sättet driva frågan om bättre arbetsförhållanden. Grönvall, som behövde rå sin egen tid för att driva fackligt arbete, löste det genom att bli mäster och 1891 öppna eget bageri.
Sommaren 1894 reste han på kommittéuppdrag i landet för att dels kartlägga arbetsvillkoren på bagerierna, och dels söka stöd hos både arbetare och bagarmästare för ett förbud mot nattarbete. Med stöd av det underlag som togs fram, och med hjälp av riksdagsmän i både första och andra kammaren gick det till sist igenom 1896. Året efter, 1897, genomfördes genom Kommerskollegium den första offentligt initierade yrkesstatistiska undersökningen i Sverige och även den kom att inriktas på bagerinäringen. Den blev ett viktigt verktyg i den fortsatta kampen och samtidigt ett mönster för många framtida kartläggningar av arbetsförhållandena i olika näringar.
Ett första initiativ till fackförening hade tagits 1890, men inte förrän sommaren 1896 lyckades bageriarbetarna organisera sig mer stabilt i Svenska bageriarbetarförbundet. Samma år valdes Grönvall in som både sekreterare i Stockholms finbagareförening, och vice ordförande i det nybildade nationella fackförbundet.
Fem år senare, 1901, lämnade han sina förtroendeuppdrag och flyttade till Bålsta där han drev egen bageriverksamhet, byggde hus, hyrde ut sommarstugor och etablerade ett hönseri. Trots ändrade privata förhållanden förblev han dock trogen sin övertygelse, och vidhöll att de fackliga framgångarna var ett viktigare arv än den privata egendom han lyckats samla på sig. 1946 skrev han i sina memoarer, 
| ”                             | om jag avstod från att arbeta för organisationen och endast tänkte på min egen rörelse, kunde jag kanhända möjligen arbeta ihop ett litet kapital. Men om jag hastigt skulle dö skulle kanske detta sparkapital snart vara förbrukat. Och följden skulle då bli, att mina barn blev nödsakade att sälja sin arbetskraft. Då är en stark arbetarorganisation ett säkrare arv åt mina barn, ty då kan de utan tvivel sälja sin arbetskraft under drägligare villkor än vad jag en gång fått göra. | „ |
| – "En bageriarbetares minnen" | |   |